# Czerwiec 2007 w sporcie
Zobacz też: Ostatnio zmarli · Sport w Wikinews

## 30 czerwca
O godzinie 20:15, w Montrealu rozpoczął się mecz inauguracyjny Mistrzostw Świata w Piłce Nożnej dla reprezentacji poniżej lat 20, odbywających się w Kanadzie. Na murawie spotkali się Polacy i Brazylijczycy. Po golu z rzutu wolnego w 23 minucie gry Krychowiak doprowadził do prowadzenia Polski. Do końca meczu nie padły inne bramki. W 27 minucie reprezentant Polski, Krzysztof Król, otrzymał czerwoną kartkę i musiał opuścić boisko. Końcowy wynik 1:0.

## 23 czerwca
O godzinie 17:15 na stadionie klubu Legia Warszawa odbył się mecz charytatywny w którym rywalizowały między sobą drużyny Gwiazd TVN-u oraz Reprezentacja Sejmu RP w piłce nożnej. Mecz był transmitowany na antenie stacji telewizyjnej TVN a komentatorami byli: Grzegorz Miecugow, Grzegorz Kalinowski, Tomasz Jachimek. Organizatorem charytatywnego meczu byli Fundacja TVN „nie jesteś sam” oraz TVN. Celem było zebranie pieniędzy na zakup ambulansów dla niemowląt.
Mecz zakończył się wynikiem 3:0 dla Reprezentacji sejmu RP.
Wszystkie gole strzelił Roman Kosecki zawodowy piłkarz i równocześnie poseł.

## 17 czerwca

### Snooker
Zakończył się pierwszy nierankingowy turniej snookerowy w Polsce Warsaw Snooker Tour. W finale spotkali się mistrz John Higgins i wicemistrz Mark Selby mistrzostw świata w snookerze z 2007 roku. Wygrał Anglik (5:3) rewanżując się za porażkę na mistrzostwach.

## 16 czerwca

### Rugby
- Rugbiści Budowlanych Łódź zostali mistrzami Polski. W finale rozgrywek pokonali Arkę Gdynia 18:13 (18:3). To trzeci tytuł mistrzowski łodzian (poprzednio w 1983 i 2006).

## 13 czerwca

### Piłka nożna
Maciej Skorża objął funkcję trenera piłkarzy Wisły Kraków – oświadczył oficjalnie podczas środowej konferencji prasowej prezes krakowskiego klubu Mariusz Heler.
Maciej Skorża w minionym sezonie pracował z piłkarzami Groclinu Dyskobolii Grodzisk Wielkopolski. Jest absolwentem Akademii Wychowania Fizycznego w Warszawie. Jako piłkarz występował na pozycji obrońcy. Grał w Radomiaku Radom, AZS-AWF Warszawa. W przeszłości oprócz Groclinu szkolił piłkarzy Amiki Wronki. Był też przez jakiś czas asystentem Pawła Jansa, gdy ten był szkoleniowcem reprezentacji Polski.

## 10 czerwca

### Piłka siatkowa
- Chiny – Polska 2:3 w szóstym meczu Ligi Światowej siatkarzy 2007, rozegranym w Chengdu.

### Tenis
- Rafael Nadal po raz trzeci z rzędu wygrał turniej French Open. W finale gry pojedynczej mężczyzn pokonał Rogera Federera 6/3, 4/6, 6/3, 6/4.

## 9 czerwca

### Piłka siatkowa
- Reprezentacja Polski pokonała Chiny 3:1 w piątym meczu Ligi Światowej siatkarzy 2007 rozegranym w Chengdu.

### Tenis
- W finale gry pojedynczej kobiet turnieju French Open Justine Henin pokonała Anę Ivanović 6/1, 6/2.

## 6 czerwca

### Piłka nożna
- Reprezentacja Polski przegrała na wyjeździe 0:1 z Armenią w meczu eliminacji Mistrzostw Europy 2008.

### Żużel
- W Bydgoszczy rozegrano finał Złotego Kasku. Zawody wygrał Grzegorz Walasek, a na podium stanęli również Rafał Dobrucki i Krzysztof Kasprzak. Zawody były jednocześnie krajowymi eliminacjami do Grand Prix 2008. Do światowych eliminacji poza czołową trójką awansowali: Paweł Hlib, Piotr Protasiewicz, Jarosław Hampel i Damian Baliński.

## 3 czerwca

### Piłka siatkowa
- Polska – Argentyna 3:0 w czwartym meczu Ligi Światowej siatkarzy 2007 rozegranym w Bydgoszczy.

## 2 czerwca

### Piłka nożna
- Baku: Azerbejdżan-Polska 1:3 (1:0), w meczu eliminacji do Euro 2008. Po tym zwycięstwie Polska z 19 pkt. umocniła się na prowadzeniu w tabeli grupy A.

## 1 czerwca

### Piłka siatkowa
- Reprezentacja Polski pokonała Argentynę 3:1 w trzecim meczu Ligi Światowej siatkarzy 2007 rozegranym w Poznaniu.